# Villa Pomme d'Api
La villa Pomme d'Api est une villa située au Touquet-Paris-Plage. Les façades et les toitures de la villa font l'objet d'une inscription au titre des monuments historiques depuis le 12 mai 1997.

## Localisation
Cette villa est sise au no 65 bis de la rue de Moscou à l'angle de la rue Saint-Louis.

## Construction
Cette villa au plan « en L » a été construite, en 1923, sur les plans de l'architecte Louis Quételart pour lui-même, et a été sa maison d'habitation mais également l'agence de l'architecte, avant d'emménager dans la villa Les Mutins.
L'implantation originale au coin de deux rues dans un espace très restreint, l'aspect rural de la construction et la diversité des éléments architecturaux sont le fruit de la recherche de son auteur sur la maison minimale. Cette construction sert de manifeste et met en valeur l'importance culturelle de la villa dans les années 1920.

## Pour approfondir